# Літературний інститут імені О. М. Горького
Літературний інститут імені О. М. Горького (рос. Литературный институт им. А. М. Горького) — вищий навчальний заклад Спілки письменників СРСР в Москві з підготовки літературних працівників і письменників.

## Історія
Літературний інститут заснований в 1933 році за ініціативою Максима Горького як Вечірній робітничий університет (ухвала Президії ЦВК СРСР від 17 вересня 1932 року). З 1936 року носить сучасну назву. З 1942 року прийняті очна і заочна форми навчання. З 1953 року при інституті діють Вищі літературні курси. У 1983 інститут нагороджений Орденом Дружби народів. З 1992 року перебуває у веденні Міністерства освіти і науки Російської федерації.
У інституті викладали Костянтин Паустовський, Михайло Свєтлов, Костянтин Федін та інші відомі письменники. Розташований в колишній міській садибі, пам'ятнику архітектури XVIII століття (у цьому будинку в 1812 народився Олександр Герцен).
Будівля описана в романі Михайла Булгакова «Майстер і Маргарита» під назвою «Дом Грибоєдова» і «Будинок МАССОЛІТа».
Згадується в «Четвертій прозі» Мандельштама: «…убежать, лишь бы не видеть эти двенадцать светлых иудиных окон на Тверской, не слышать стук счетов, звон сребреников, счет печатных листов».

## Відомі випускники
- Абдуллін Ібрагім Ахметович — башкирський драматург, прозаїк.
- Андрухович Юрій Ігорович
- Ахмадуліна Белла Ахатівна
- Ачимович Тихомир Михайлович — сербський письменник.
- Балико Діана Володимирівна — білоруська письменниця, драматург, поет, прозаїк.
- Бершадський Віктор Арнольдович
- Ваншенкін Костянтин Якович — радянський і російський поет, автор слів до пісні «Я люблю тебе, життя».
- Расул Гамзатов — радянський і аварський поет, письменник, політичний діяч.
- Гарченко Григорій Миколайович
- Давидовська Наталя Вікторівна — українська поетеса.
- Костенко Ліна Василівна
- Логвин Юрій Григорович
- Пушик Степан Григорович
- Рябчук Микола Юрійович
- Январьов Еміль Ізраїльович

## Цитати, прислів'я
|  | і ти, Брут, вступив в Літературний інститут! (письменницьке прислів'я радянської доби) |